# Vuković (Kučevo)
Pour les articles homonymes, voir Vuković.
Vuković (en serbe cyrillique : Вуковић) est un village de Serbie situé dans la municipalité de Kučevo, district de Braničevo. Au recensement de 2011, il comptait 218 habitants.

## Démographie

### Évolution historique de la population
| 1948 | 1953 | 1961 | 1971 | 1981 | 1991 | 2002 | 2011 |
| ---- | ---- | ---- | ---- | ---- | ---- | ---- | ---- |
| 587  | 604  | 568  | 526  | 526  | 486  | 301  | 218  |

|  |